# ويليام ر. لويد
ويليام ر. لويد (بالإنجليزية: William R. Lloyd)‏ هو ضابط أمريكي، ولد في 23 سبتمبر 1916، وتوفي في 6 مايو 1942.